# Crepidomanes liboense
Crepidomanes liboense là một loài thực vật có mạch trong họ Hymenophyllaceae. Loài này được P.S. Wang miêu tả khoa học đầu tiên năm 1987.